# 2-1-0

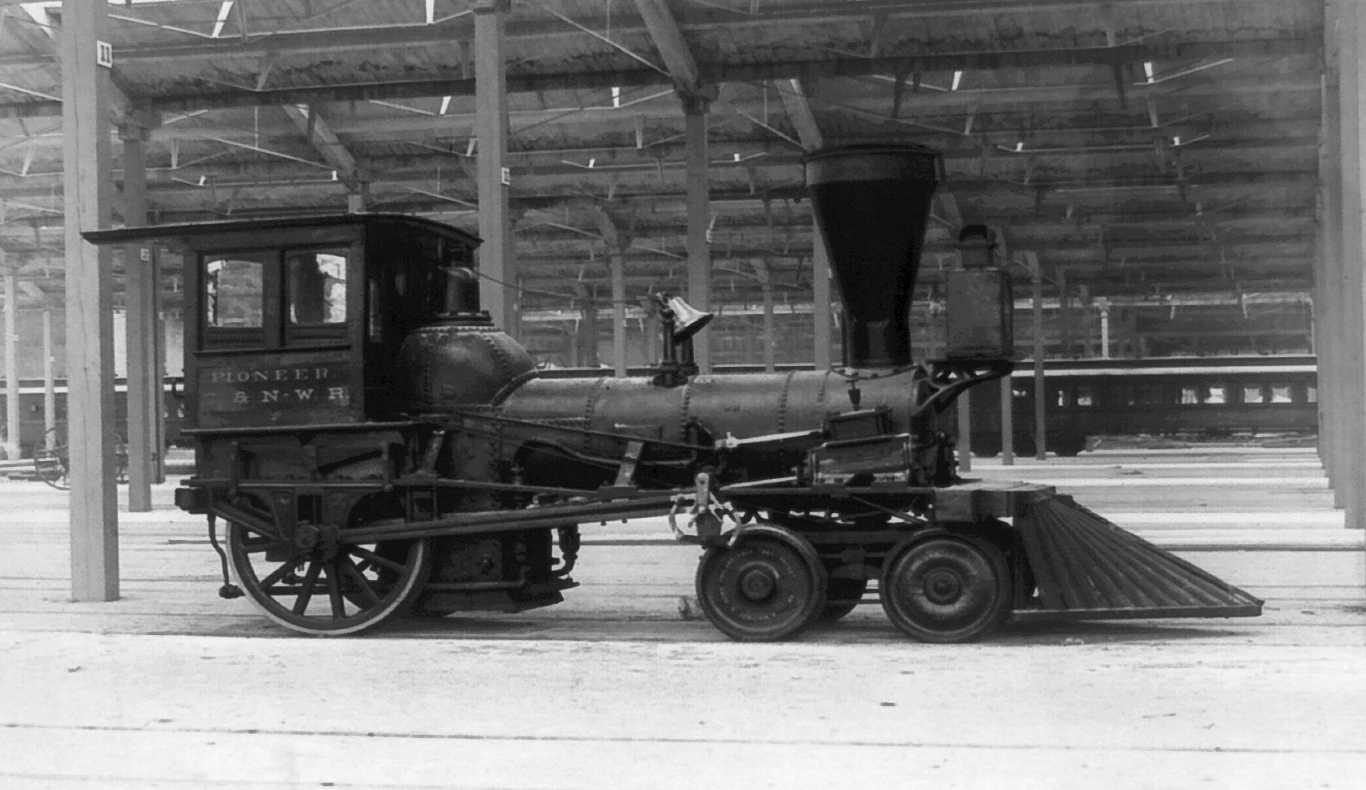
Американский паровоз «Пионер» типа 2-1-0

Тип 2-1-0 — паровоз с двумя бегунковыми и одной движущей осями.
Методы записи для разных классификаций:
- Международная (UIC): 2A
- Американская: 4-2-0
- Испанская и французская: 210
- Российская: 2-1-0
- Швейцарская: 1/3

## История
Первым паровозом типа 2-1-0 стал «Experiment» (позже переименован в «Brother Jonathan») для Albany and Schenectady Railroad, выпущенный в 1832 году на West Point Foundry. Автором конструкции был Джон Джервис, в честь которого впоследствии данный тип и получил прозвище Джервис (Jervis). Впоследствии данный тип получил некоторое распространение, так как по сравнению с паровозами типа 0-2-0 паровозы типа 2-1-0 лучше вписывались в кривые. В результате многие паровозы типа 0-2-0 позже были переделаны в 2-1-0.
В 1834 году Миллером была запатентована конструкция, когда часть веса локомотива передаётся на тендер. Впоследствии паровозы типа 2-1-0 с такой конструкцией начал строить Маттиас Уильям Балдвин (например, «Пионер» в 1837 году). С 1835 года паровозы типа 2-1-0 также массово строились на заводе Уильяма Норриса. Особенностью паровозов Норриса стало укорачивание колёсной базы, путём размещения движущих осей перед топкой, что улучшало вписывание локомотива в кривые, хотя и ухудшало динамику в целом. Паровозы Норриса поставлялись также на английскую Birmingham and Bristol Railway, на которой имелись подъёмы до 2,65 %.
Появление на американских железных дорогах более сильных паровозов типа 2-2-0 привело к сокращению выпуска типа 2-1-0, которые теперь в основном использовались для вождения лёгких пассажирских поездов. Кульминацией развития типа 2-1-0 стал разработанный в 1846 году паровоз типа Крамптон с низким расположением котла и с расположенными за топкой большими движущими колёсами.
В 1850-е годы выпуск паровозов типа 2-1-0 был прекращён.